# سیارک ۳۷۲۵
سیارک ۳۷۲۵ (به انگلیسی: 3725 Valsecchi، نامگذاری:1981EA11) سه هزار و هفتصد و بیست و پنجمین سیارک کشف شده‌است که در ۱ مارس ۱۹۸۱ کشف شد.
قدر مطلق سیارک برابر ۱۳٫۷۰ است.